# Степовий провулок (Київ)
Степови́й прову́лок — провулок у Деснянському районі міста Києва, котеджне селище Деснянське. Пролягає між вулицями Миколи Плахотнюка та Лейбніца.

## Історія
Сформувався на початку 2010-х років як один з провулків котеджного селища Деснянське. Сучасна назва — з 2011 року.